# Niels Christen Bendix Bjarnesen
Niels Christen Bendix Bjarnesen (23. februar 1879 i Vestmannaeyjasókn, Rangárvallasýsla, Island-?) var en islandsk buntmager og idrætspioner medlem af Københavns FF.
Bendix Bjarnesen var medstifter af Københavns Fodsports-Forening (senere Københavns Idræts Forening) på Alfred Benses ungkarleværelse på Blegdamsvej 128, da tolv unge løbs- og gangsportsentusiaster 24. oktober 1892 stiftende den første atletikforening i Danmark.  
Bendix Bjarnesen udvandrede 1919 till USA.